# امامزاده سید محمد (نی‌ریز)
امامزاده سید محمد، امامزاده‌ای در دهستان ریزآب از توابع بخش قطرویه شهرستان نی‌ریز در استان فارس ایران است.

## جمعیت
این امامزاده در دهستان ریزآب قرار دارد و بر اساس سرشماری مرکز آمار ایران در سال ۱۳۸۵، جمعیت آن بسیار زیاد بوده‌است.